# Aktionsbündnis Landmine.de
Das Aktionsbündnis Landmine.de (Actiongroup Landmine.de) war bis zu seiner Auflösung Ende 2010 ein  unter dem Namen Deutscher Initiativkreis für das Verbot von Landminen gegründeter Zusammenschluss von entwicklungspolitischen Organisationen und war Teil der heute in 90 Ländern aktiven, seit 1992 bestehenden Internationalen Kampagne für das Verbot von Landminen (International Campaign to Ban Landmines, ICBL). Das Bündnis stand in Deutschland unter der Leitung von Thomas Küchenmeister als Leiter / Director in Berlin.
Durch Pressearbeit sollte Druck auf politische Entscheidungsträger ausgeübt werden. Gemeinsam mit prominenten Künstlern und Politikern engagierte sich das Aktionsbündnis weltweit gegen Herstellung, Verkauf und Handel und für die Ächtung der Anwendung aller Landminen und minen-ähnlich wirkender Waffen. Diese gefährden und beschränken massiv tagtäglich besonders nach Beendigung von Kampfhandlungen die Zivilbevölkerung in ihrem Alltag.

## Globaler militärischer Hintergrund
36 Staaten, darunter die drei ständigen UNO-Sicherheitsratsmitglieder China, Russland und die USA haben den Ottawa-Vertrag nicht unterzeichnet. Laut Landmine & Cluster Munition Monitor stellen 12 Staaten weiterhin Antipersonenminen (APM) her und lagern diese; auch Non-State Actors (NSAs) wie Aufständische und Rebellengruppen setzen APM in vielen Kriegen und bewaffneten Konflikten weiterhin ein, so in Tschetschenien, Kaschmir, Sri Lanka und dem Sudan. 200–215 Millionen APM sollen weltweit in Arsenalen lagern, davon 190–205 Millionen bei Nicht-Vertragsparteien. 66 Länder und 7 international nicht anerkannte Gebiete sind heute mit über 100 Millionen nicht geräumter Landminen und minenähnlich wirkenden Waffen (Blindgänger, Streubomben) belastet. 2009 wurden in 3956 Fällen Opfer registriert, Schätzungen gehen jedoch von jährlich mehr als 20.000 Opfern dieser „Massenvernichtungswaffen in Zeitlupe“ aus.

## Geschichte
Nach Gründung der Internationalen Kampagne für das Verbot von Landminen (ICBL) 1992 erreichte diese in der Öffentlichkeit und in den Medien relativ schnell Erfolg. Im Rahmen dieser internationalen Kampagne gelang es dem Deutschen Initiativkreis für das Verbot von Landminen (German Initiative to Ban Landmines, GIBL) bereits kurz nach seiner Gründung 1995, 450.000 Unterschriften in Deutschland zu sammeln, die sich damit den 5 Forderungen des Initiativkreises nach einem Verbot aller Landminen anschlossen.

Im Frühjahr 2004 wurde der Deutsche Initiativkreis für das Verbot von Landminen in Aktionsbündnis Landmine.de umbenannt. Die fünf Forderungen blieben jedoch die gleichen und werden mittlerweile von über einer Million Bürgern unterstützt.
2007 konnten anlässlich des 10. Jahrestags des Verbots von Antipersonenminen und der Verhandlungen zum Verbot von Streumunition über eine Million Unterschriften für ein Verbot von Landminen und Streumunition an die Bundesregierung überreicht werden.
Ende 2010 löste sich das Aktionsbündnis Landmine.de in einer politisch bewusst gefällten und lange vorbereiteten Entscheidung auf. Zugleich betonten die Trägerorganisationen, dass die inhaltliche Arbeit weiterhin von einigen der Trägerorganisationen wahrgenommen wird, und dass insbesondere die Projektarbeit in von Landminen betroffenen Ländern weitergeführt und die vollständigen Umsetzung der erreichten Verbote politisch begleitet wird.
Seit 2011 wird die Website Landmine.de von einigen Mitgliedern des Trägerkreises – Handicap International, medico international, Misereor  und SODI – Solidaritätsdienst-international – als Informationsportal weitergeführt. Es soll die politische Arbeit für die vollständige Umsetzung der Verbote von Antipersonenminen und Streubomben und die Hilfsprojekte für umfassende Minenräumung und Opferrehabilitation dokumentieren und der Öffentlichkeit zur Verfügung stellen.
Die Kampagne wurde von vielen Seiten als bislang erfolgreichste Bürgerinitiative gefeiert und gelobt und 1997 mit dem Friedensnobelpreis ausgezeichnet. Nie zuvor sei es gelungen, eine Waffe zu verbieten, die überall in der Welt im Gebrauch sei. Das Nobelpreiskomitee hob außerdem hervor, dass die Kampagne nicht nur eine wichtige Rolle beim Erreichen eines Vertrages gespielt, sondern auch eine neue Form der internationalen Diplomatie vorangebracht habe. Trotz Widerstandes der Militärgroßmächte und außerhalb der gängigen UNO-Strukturen haben mittlere und kleine Staaten im Bündnis mit der „organisierten Zivilgesellschaft“ Erfolge erzielt, die sie allein nie erreicht hätten.

## Grundlagen
Über 100 Millionen noch nicht geräumte Landminen und jährlich immer noch über 20.000 Minenopfer werden die humanitäre Hilfe noch jahrzehntelang erforderlich machen. Um dem in der  Ottawa-Konvention genannten Ziel der Räumung aller Minen innerhalb von zehn Jahren sowie der Verpflichtung zur umfangreichen Opferhilfe nachzukommen, sind enorme Anstrengungen nötig. Es war nicht zu tolerieren, dass die Bundesregierung im Bundeshaushalt 1998 immer noch ein Mehrfaches für militärisch nutzbare Minen- und Minenräumtechnologie als für humanitäres Minenräumen zur Verfügung stellt.
Deutschland gehörte auch Anfang 2008 noch zu den Staaten, die über Streumunition in zweistelliger Millionenauflage verfügen und die Milliardensummen für die Beschaffung und Modernisierung dafür ausgeben. Nach wie vor produzierten und exportierten deutsche Firmen Streumunition. Die deutsche Regierung wollte nicht auf einen Einsatz von Streumunition grundsätzlich verzichten und hat sich gegen ein vollständiges Verbot für diese Waffen ausgesprochen. Thomas Küchenmeister wies in einer Presseerklärung vom 7. Dezember 2007, zum Abschluss der Wiener Konferenz zum Verbot von Streumunition, darauf hin, dass es der Bundesregierung offensichtlich bei der Umdeklarierung von Waffenfunktionen und deren Modernisierung mehr um den Schutz ihrer Waffenbestände und um die Interessen der deutschen Rüstungsindustrie geht, als um den weltweiten Schutz von Zivilisten in Kriegs- und Kampfgebieten.
Mit der Ottawa-Konvention aus dem Jahr 2008 hat sich Deutschland verpflichtet, Produktion, Lagerung, Verkauf und Einsatz von Streubomben zu verbieten. Bis zum Jahr 2015 plant die Bundeswehr, ihr gesamtes Arsenal an Streumunition von ca. 200 000 Artilleriegeschossen und 26 000 Raketen vom Typ MLRS-M26 zu vernichten.
Hingegen produzieren mindestens 17 Länder, darunter China, Israel, USA und Russland, weiterhin Streubomben in großen Mengen.

## Forderungen des Aktionsbündnisses
Das Bündnis hat in seinem Programm folgende Forderungen formuliert:
1. Ein weltweites Verbot der Entwicklung, der Produktion, des Exports (einschließlich des Technologietransfers) und des Einsatzes aller Landminentypen und minenähnlicher Waffen
2. Offenlegung aller Forschungsobjekte und Exporte, aller militärischer Einsatzplanungen und aller Minenbestände und -lager, einschließlich solcher von Armeen auf ex-territorialem Boden.
3. Die nachweisbare Vernichtung aller existierenden Minen
4. Die Umwidmung der für die Entwicklung von Minen und Minenverlegesystemen bereitgestellten Gelder zugunsten der Rehabilitation und Entschädigung von Minenopfern.
5. Eine umfassende Unterstützung der weltweiten Minenräumung und Opferhilfe unter Aufsicht der UNO und der humanitären Hilfsorganisationen durch Finanzierung z. B. eines Fonds zur Minenräumung.

## Bisher Erreichtes
Das Bündnis trug wesentlich dazu bei, dass Deutschland 1996 unilateral auf Antipersonenminen (APM) verzichtete und damit nicht unwesentlich den Prozess zum Verbot von APM beeinflusste.
Auch im Verbotsprozess von Streubomben war das Aktionsbündnis Landmine.de treibende und kritische Kraft in Deutschland.
Am 3. Oktober 2008 unterzeichneten 94 Länder in einer feierlichen Zeremonie in Oslo das Übereinkommen über Streumunition, das Einsatz, Herstellung und Weitergabe von bestimmten Typen von konventioneller Streumunition verbietet. Sechs Monate nach der 30. Ratifizierung ist der Vertrag am 1. August 2010 in Kraft getreten. Mit Stand vom September 2013 wurde das Abkommen durch 82 Staaten und den Heiligen Stuhl ratifiziert sowie durch 29 weitere Staaten unterschrieben.

## Geschäftsleitung
Das Aktionsbündnis Landmine.de / Actiongroup Landmine.de stand in Deutschland unter der Leitung von Thomas Küchenmeister als Leiter / Director in Berlin.

## Mitgliedsorganisationen des Aktionsbündnis
Folgende Organisationen waren Mitgliedsorganisationen des Aktionsbündnis Landmine.de:
- Brot für die Welt
- Christoffel-Blindenmission
- Deutsche Kommission Justitia et Pax
- Deutsche Welthungerhilfe e. V.
- Deutscher Caritasverband
- Diakonisches Werk der EKD
- Eirene (Friedensdienst)
- Handicap International
- Kindernothilfe
- medico international
- Misereor
- Oxfam Deutschland
- Pax Christi
- Solidaritätsdienst International (SODI)
- terre des hommes
- UNICEF

## Mitglieder
Folgende Personen und Vereine engagierten sich öffentlich für das Aktionsbündnis landmine.de:
- Dietmar Bär
- Klaus J. Behrendt
- Tatort-Strassen der Welt e.V.
- WDR-Tatort-Team Köln
- Colonia Media
- Doris Dörrie
- Ulrike Folkerts
- Heiner Geißler
- Kai-Uwe Gundlach (Fotograf)
- Cosma Shiva Hagen
- Dieter Hildebrandt
- Günther Jauch
- Miroslav Klose
- Sebastian Krumbiegel (Die Prinzen)
- Renate Küster
- Sandra Maischberger
- Jochen Manz (Fotograf)
- Marius Müller-Westernhagen
- Sven Ottke
- Christof Schröter (Regisseur)
- Rainer Schüttler
- Heide Simonis
- Wolfgang Thierse
- Antje Vollmer
- Anne Will